# Nicky Holland
Nicky Holland (* 20. Februar 1959 in Hertfordshire) ist eine britische Pianistin, Sängerin und Komponistin.
Holland studierte Klavier an der Royal Academy of Music und setzte ihre Ausbildung an der City University London fort. Dort gründete sie mit Virginia Astley und Kate St. John das Trio The Ravishing Beauties. Die Ravishing Beautys traten in Rock- und Punkclubs auf und tourten als Vorgruppe mit Julian Cope und The Teardrop Explodes durch Großbritannien. Danach arbeitete sie einige Zeit als Lounge-Musikerin. Mit den Fun  Boy Three nahm sie als Pianistin deren Version von George Gershwins Summertime auf, dann tourte sie mit der Gruppe durch Europa und die USA und wirkte an deren von David Byrne produzierten Album Waiting mit.
1983 wurde sie Keyboarderin der Gruppe The Escape, die als Vorgruppe der Tears for Fears auftrat. Sie erhielt von Tears for Fears ein Angebot für dreimonatige Tournee, woraus sich eine Zusammenarbeit bis 1987 ergab. Sie wirkte als Komponistin an mehreren Songs des Albums Seeds of Love mit, u. a. dem Song Rhythm of Life, der später ein Hit von Oleta Adams wurde. Zur gleichen Zeit begann sie auch, Filmmusik zu komponieren, u. a. für John Hughes’ She’s Having a Baby.
Ende der 1980er Jahre lernte sie in New York Ryuichi Sakamoto kennen, mit dessen Band sie 1990 durch Japan und die USA tourte. 1991 veröffentlichte sie ihr Debütalbum Nicky Holland. Daneben wirkte sie an Alben von Cyndi Lauper, Celine Dion, Kathy Sledge und Lisa Taylor mit. Ihr Album Sense and Sensuality erschien 1997.